# خوانيتو (لاعب كرة قدم أرجنتيني)
خوانيتو (بالإسبانية: Juanito Gómez Taleb)‏ هو لاعب كرة قدم أرجنتيني في مركز الهجوم، ولد في 20 مايو 1985 في مدينة ريكونكيستا، سانتا في في الأرجنتين. لعب مع نادي تريستينا وهيلاس فيرونا.

## وصلات خارجية
- خوانيتو على موقع قاعدة بيانات كرة القدم.إي يو (الإنجليزية)
- خوانيتو على موقع Soccerway.com (الإنجليزية)
- خوانيتو على موقع عالم كرة القدم.نت (الإنجليزية)
- خوانيتو على موقع AS.com (الإسبانية)